# Phanoperla astrospinata
Phanoperla astrospinata és una espècie d'insecte plecòpter pertanyent a la família dels pèrlids que es troba a Malèsia: Borneo, incloent-hi Brunei.

## Descripció
- Els adults conservats en alcohol presenten un color blanc pàl·lid, mentre que les ales són pàl·lides amb la nervadura groga pàl·lida i els ocels gairebé en contacte.
- Les ales anteriors dels mascles fan 7,5 mm de llargària.[4]